# Герб Гельсінкі

Герб Гельсінкі

Герб Гельсінкі — емблема міста Гельсінкі. Він бере свій початок від міської печатки XVII століття. Герб був складений антикваром Йоганнесом Буреусом на честь шведських іммігрантів, які прибули до Гельсінкі в 1599 році. На гербі зображено корабель, що гойдається на морських хвилях, таким чином зображуючи прихід шведів у цю місцевість.  Його геральдичне пояснення говорить: «в синьому полі пливе золотий човен на срібному, хвилястому ложі; у супроводі золотої корони над човном».

## Історія герба
Свій перший герб Гельсінкі отримав у 1550 році, коли йому було надано печатку при заснуванні міста. На печатці був зображений риб'ячий хвіст, що вказувало на розташування міста в гирлі річки Вантаа, відомої як річка лосося, в районі сучасного Старого міста. Мотив печатки пізніше був використаний на гербі сільської громади Гельсінкі, нині Вантаа.
Низькі пляжі початкового розташування міста не підходили для руху суден, тому в 1639 році було вирішено перенести місто до Серняйнену. У зв'язку з перенесенням для міста була створена нова гербова печатка, на якій був зображений човен, що гойдається на воді з короною. Однак перенесення міста відбулося лише в 1644 році, коли Гельсінкі було перенесено навколо нинішньої Сенатської площі до Віронніемі, коли також офіційно використовувався новий герб із зображенням човна. 
Тип човна та прикраси герба сильно відрізнялися в різні епохи. Серед іншого, початковий хвилястий потік почали описувати як воду, що наповнювала основу щита. Після входження Фінляндії до складу Росії в 1809 році і перенесення столиці країни з Турку в Гельсінкі в 1812 році на печатках Гельсінкі, окрім герба, почали зображати щитотримачів, які, можливо, відносяться до російського герба. у вигляді голови лева із зображенням герба Фінляндії над щитом.  У 1861 році російський герольд Бернхард фон Кене підготував власну пропозицію герба Гельсінкі разом з іншими містами Великого князівства Фінляндського. У пропозиції золотий човен замінено на срібну галеру в грецькому стилі. На зворотному боці щита зображені скіпетри російського імператора, а на щиті геральдична корона великого князя Фінляндського. Однак пропозиція фон Кене ніколи не була підтверджена для використання.
Сучасний дизайн був розроблений геральдистом А.В. Ранкеном у 1951 році, коли також було підтверджено його геральдичне пояснення.
Лише підрозділи та установи центральної адміністрації міста можуть використовувати герб із верхньою короною, де поверх герба розміщується корона, подібна до корони на самому щиті. До таких установ належать міська рада, уряд, міська канцелярія, міський кадровий центр та фінансово-плановий центр. Місто Гельсінкі зазвичай використовує герб без верхньої корони.

## Галерея

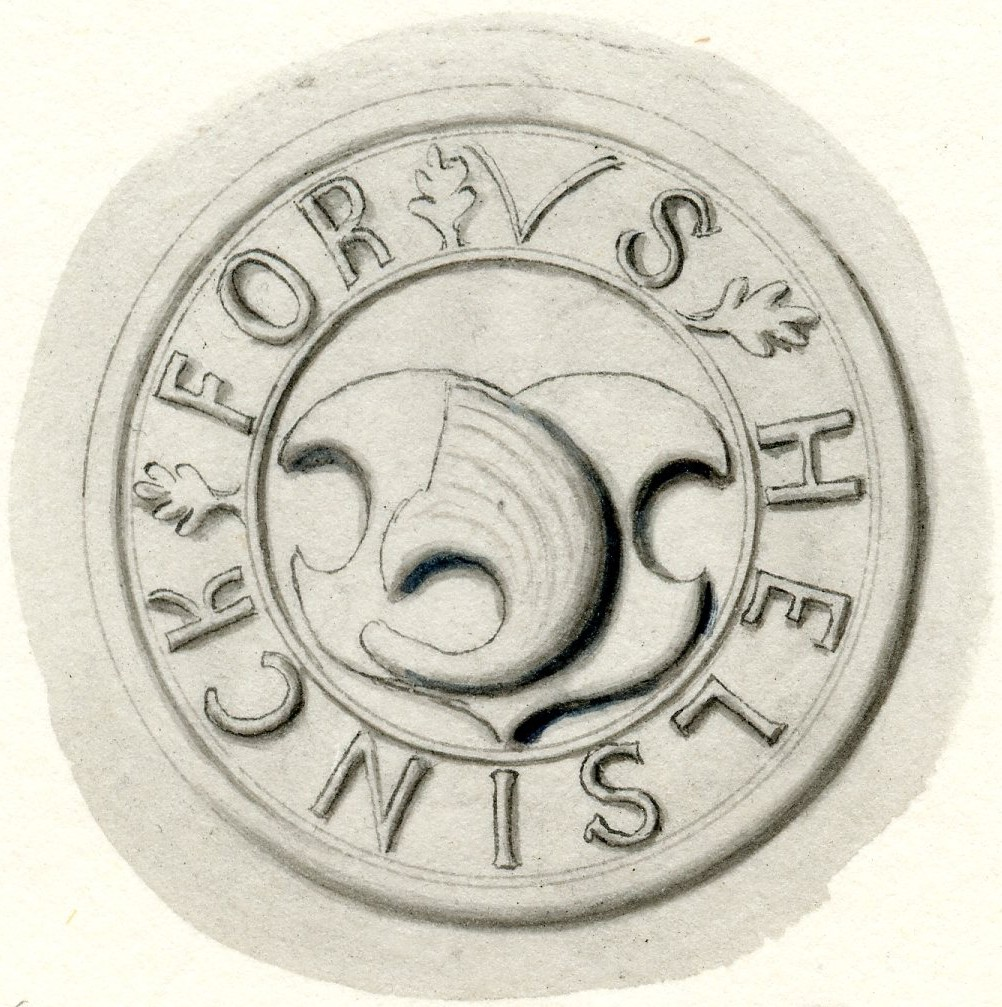
Печатка Гельсінкі 1562 року.
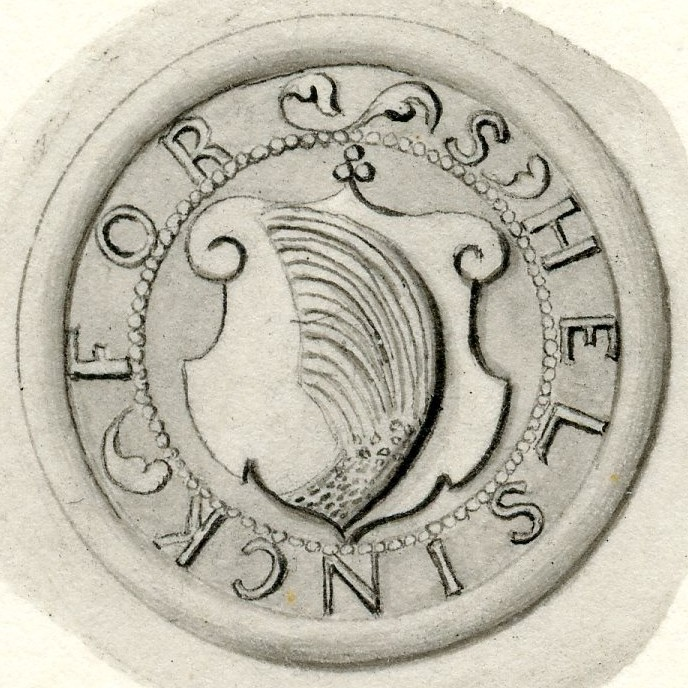
Печатка Гельсінкі 1569 року.
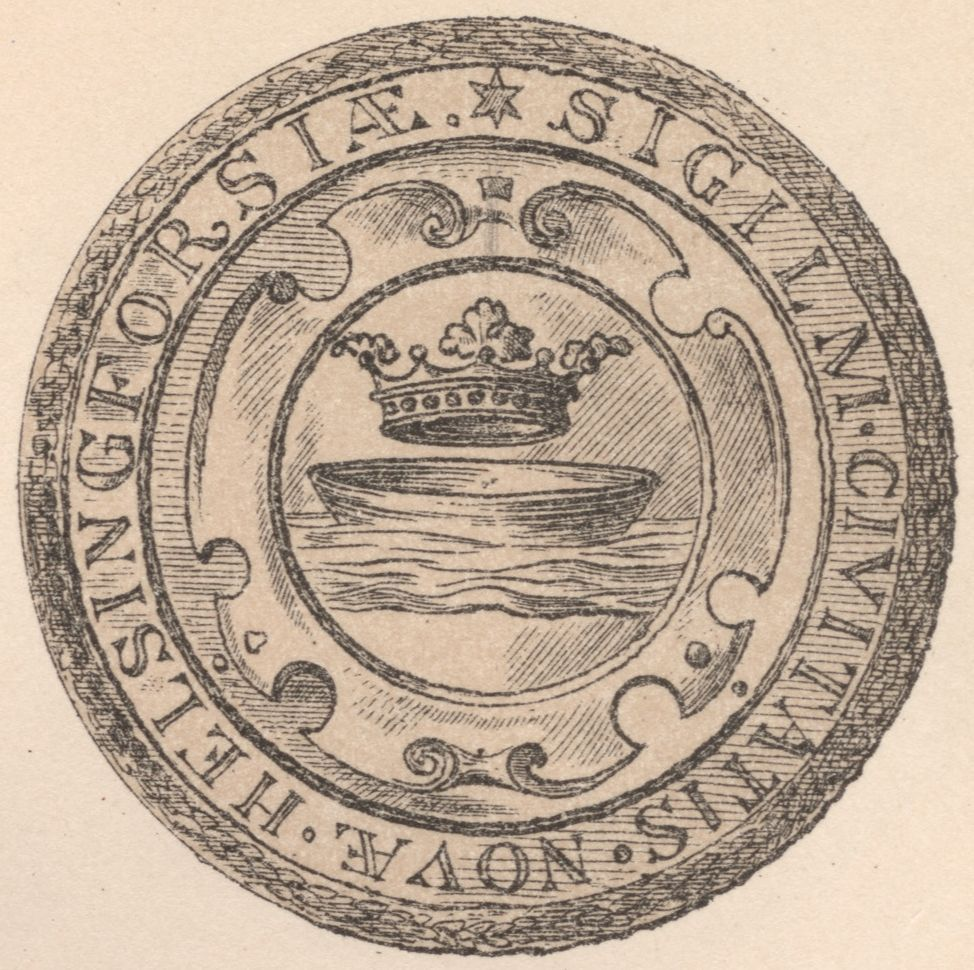
Марка використовується з 1639 року.
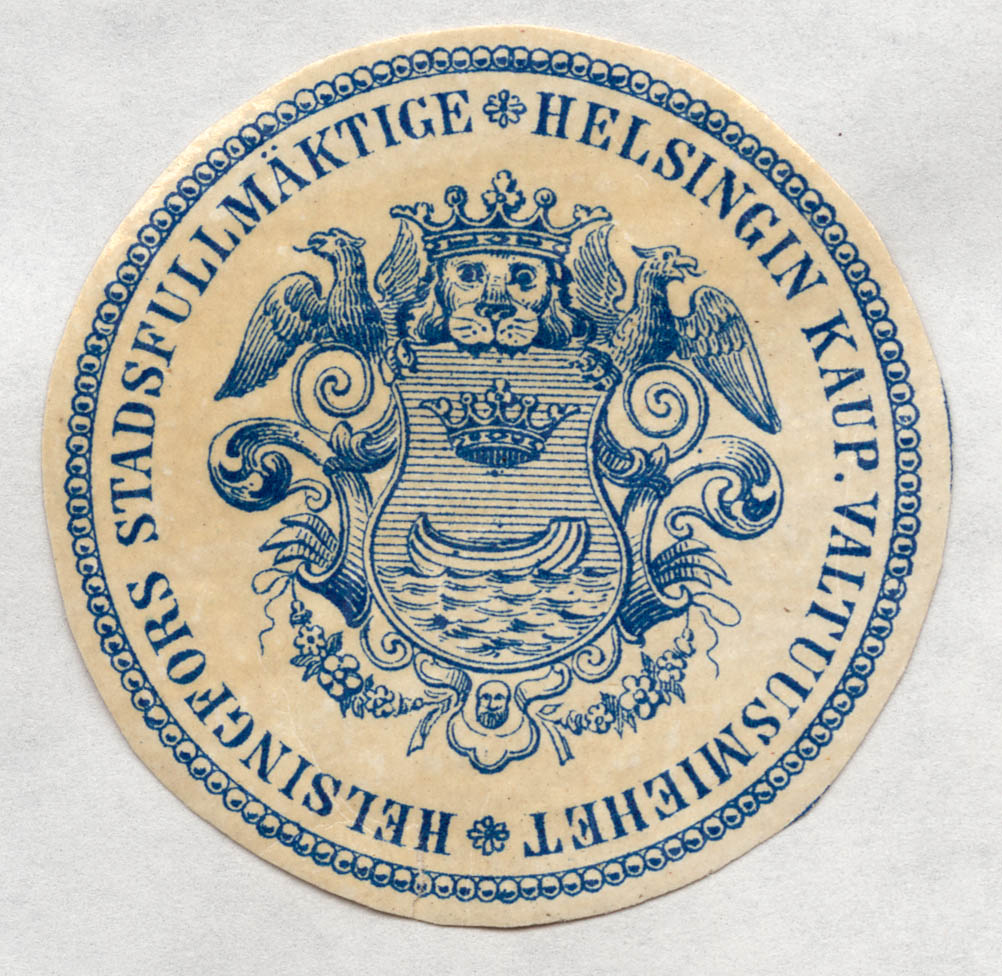
Печатка міської ради Гельсінкі 1921 року
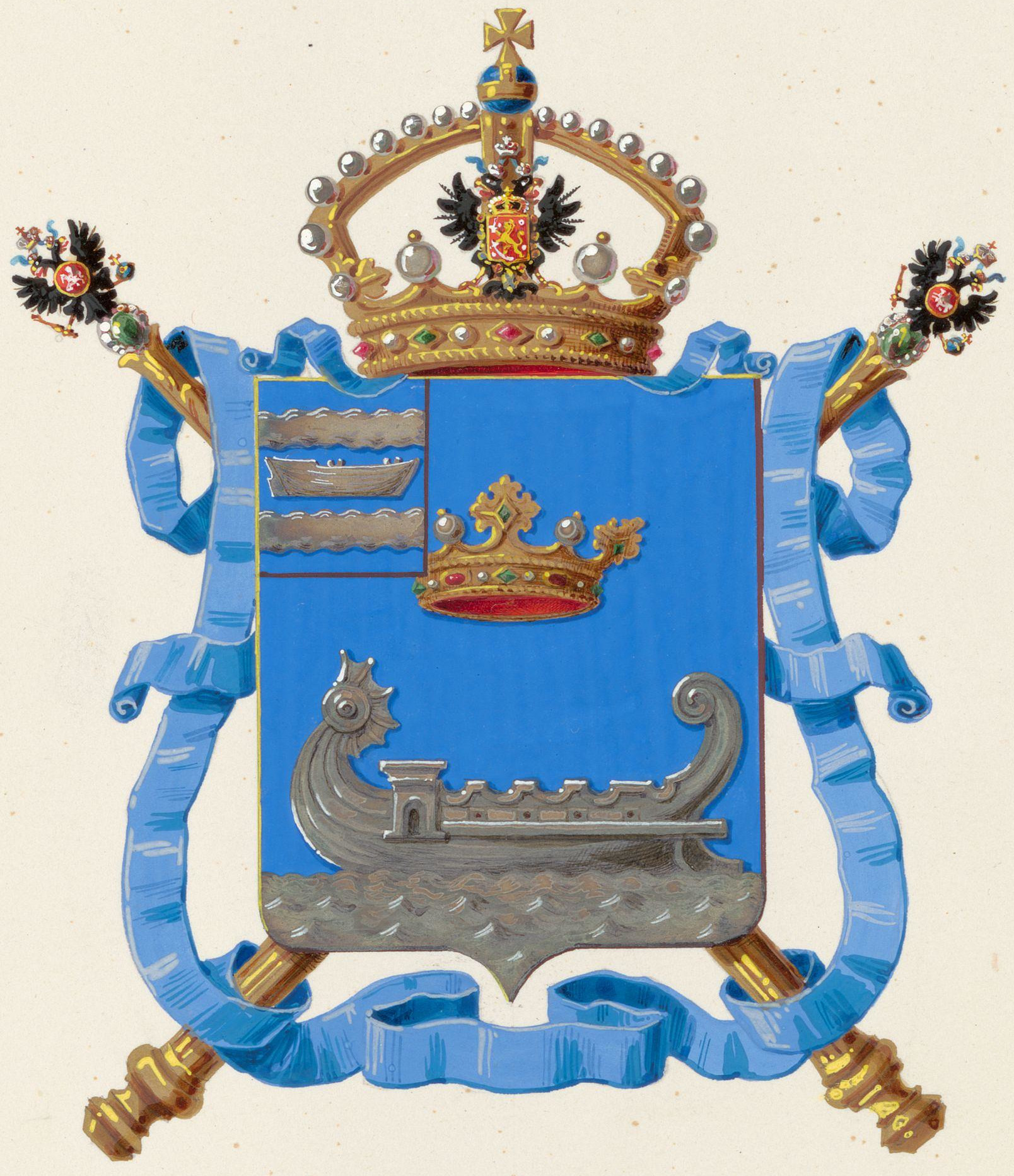
1861 Пропозиція Бернарда фон Кіне. Вільна частина позначає розташування міста в Нюландській губернії
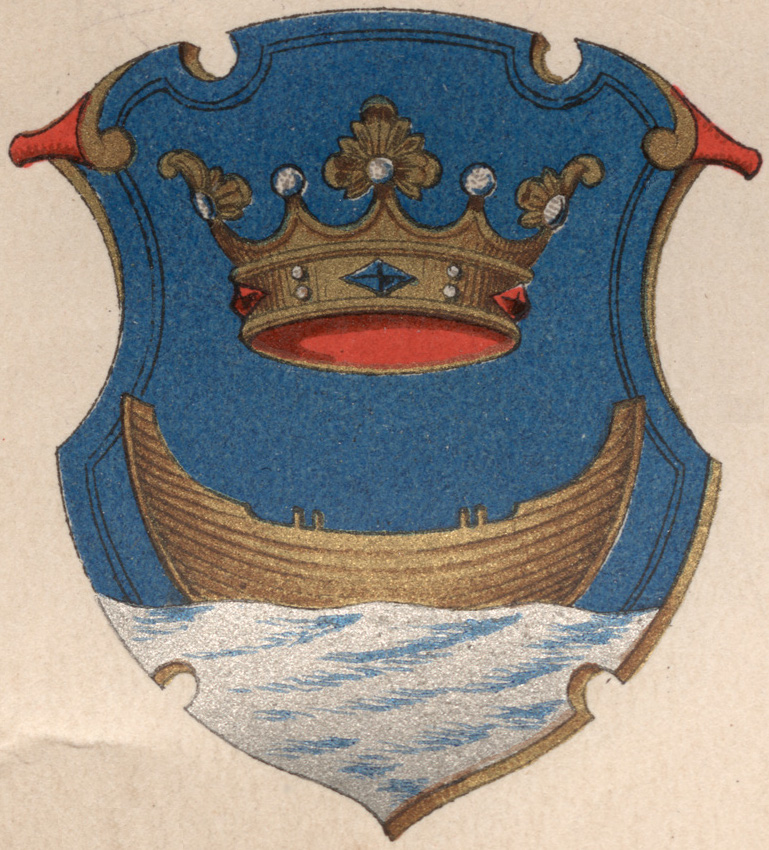
Герб Гельсінкі , намальований Джорджем Гранфельтом у 1892 році.
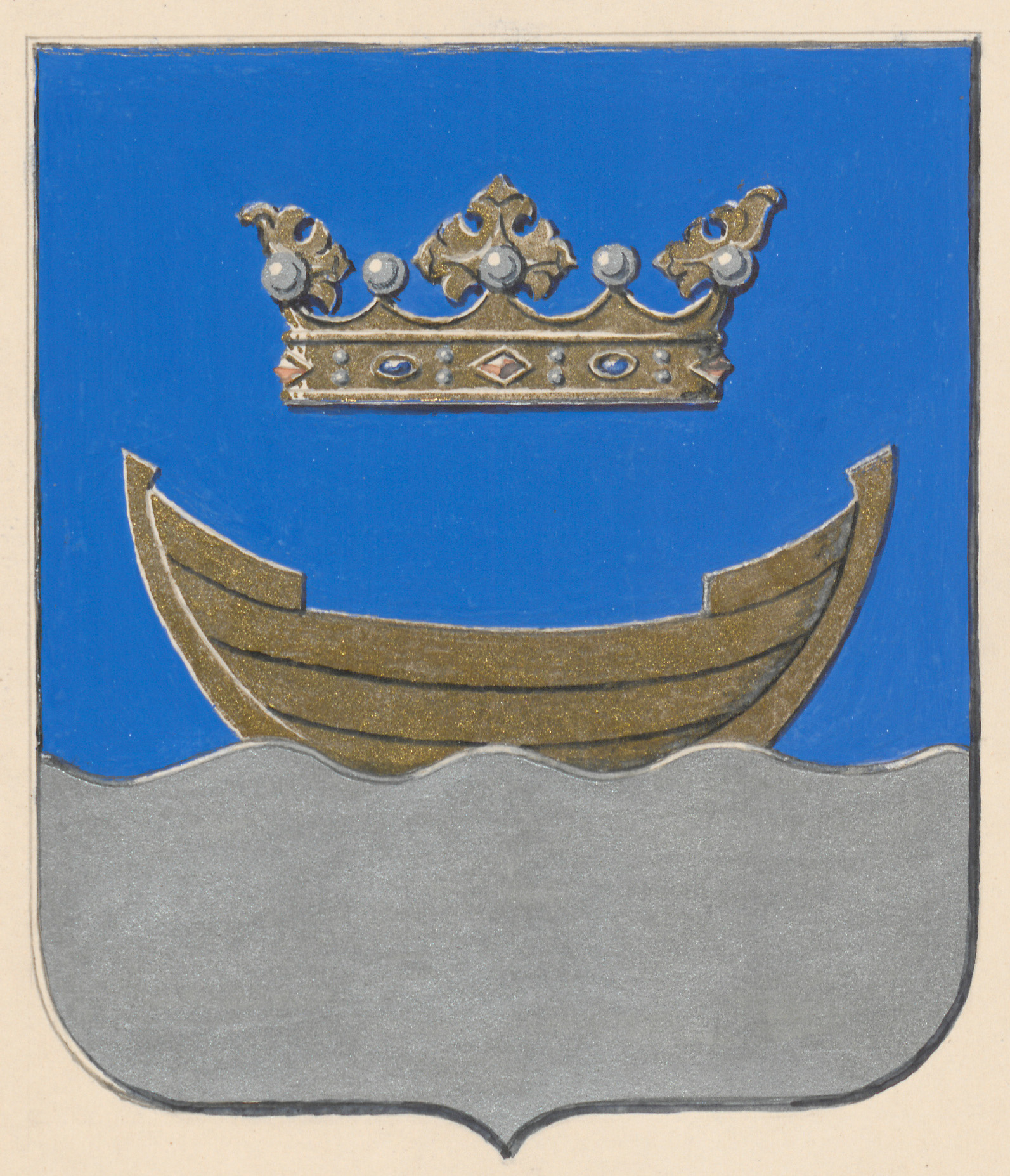
Оригінальний малюнок герба А. В. Ранкен 1951 року.
Сучасна модель герба Гельсінкі.

## Зовнішні посилання
- Бойко Дм. А. Геральдика Великого Княжества Финляндского . – Запоріжжя, 2013.